# Hałda skały płonnej Kopalni Węgla Kamiennego Bogdanka
Hałda skały płonnej Kopalni Węgla Kamiennego Bogdanka – hałda skały płonnej należąca do Kopalni Węgla Kamiennego Bogdanka, zlokalizowana na południe od tej kopalni i na zachód od wsi Bogdanka w gminie Puchaczów (województwo lubelskie). Stanowi najwyższe sztuczne wzniesienie Polesia Lubelskiego oraz, ze względu na swe właściwości fizyczne i chemiczne materiału skalnego, jest unikatowym zwałowiskiem w skali europejskiej. 

## Historia i geologia
Hałda ulokowana jest na terenie nizinnym i ma wysokość 196 m n.p.m. Jej podłoże to czwartorzędowe utwory piaszczyste i piaszczysto-gliniaste o miąższości 40-45 metrów, pod którymi zalegają skały kredy górnej i jury środkowej (wapień, kreda pisząca, margle z wkładkami dolomitów i piaskowca). Na poziomie 650–750 metrów pod hałdą znajdują się węglonośne pokłady skał karbońskich. 
Zwałowisko było tworzone w latach 1981-1991. Początkowo teren został zniwelowany. Następnie deponowano na nim skałę płonną z wyrobisk. W efekcie tego powstała dwupoziomowa hałda o wysokości 26 metrów i powierzchni 33,02 hektara. Część wierzchołkowa ma powierzchnię 18 hektarów, a zbocza około 10 hektarów. Wewnątrz hałdy ulokowano kraterowy zbiornik wód kopalnianych o powierzchni 5,76 hektara i pojemności 443.000 m³ wody. Dolny poziom hałdy uformowany został w latach 1981-1984. Ma wysokość około 170–180 m n.p.m. i nachylenie skarp o stosunku 1:5. Materiał na tę część pochodził z prac przygotowawczych i drążenia szybów kopalnianych. Są tu skały kredowe, jurajskie oraz okruchy karbońskich. Górny poziom usypano pomiędzy rokiem 1985, a 1991 (180–196 m n.p.m.). Nachylenie skarp ma tu stosunek 1:4. Część ta zbudowana jest praktycznie wyłącznie z okruchów skał karbońskich z wyrobisk dołowych (iłowce oraz mułowce z domieszką piaskowców i łupków węglowych w stosunku 7:3). W materiale hałdy dominują następujące minerały: kaolinit (30%), illit (26%), a także chloryt, syderyt, skalenie, piryt i węgiel. W latach 80. XX wieku część zboczy (rejony dolne i środkowe) zostały pokryte warstwą gleby z lokalnych pól w celu rekultywacji. Warstwa ta liczyła do 60 cm (były to próchnicze, piaszczyste gleby bielicowe). W wyniku nacisku grawitacyjnego dolna część hałdy ulega stałemu i systematycznemu zgniataniu. Część ta jest też lepiej nawodniona i zasolona z uwagi na przecieki ze zbiornika kraterowego. Wewnętrzne zbocza hałdy (nachylenie 30-45°) są silnie narażone na erozję i obrywy. Są one w związku z tym intensywnie utrwalane nawożoną glebą humusową i sadzonymi roślinami zielnymi. 
Hałdę odwadnia system rowów opaskowych, rzeka Świnka oraz kanał melioracyjny o nazwie Rów Żelazny. Nie ma ona istotnego wpływu na atmosferę i lokalny klimat.

## Przyroda
Na obszarze hałdy stwierdzono w 1996 występowanie 258 gatunków roślin wyższych, jeden gatunek skrzypu i dziewięć gatunków mszaków, zakwalifikowanych do pięciu grup ekologicznych apofitów, czterech grup historyczno-geograficznych antropofitów, do czternastu grup form życiowych oraz do ośmiu grup fitosocjologicznych. Wśród kształtujących się tutaj roślin daje się zauważyć praktycznie zupełny brak samorzutnie wyrastających drzew i krzewów, a także sporadyczne występowanie gatunków solniskowych. Do roślin najbardziej interesujących należą dwa gatunki solniskowe: mannica odstająca i mannica nadmorska (ta druga nie znana wcześniej na Lubelszczyźnie, a w Polsce rzadka). W zbiorniku kraterowym nie występowały żadne rośliny wodne (sporadycznie rosły one w rowach opaskowych). 
Najczęściej występujące rośliny na stanowiskach nierekultywowanych to: marchew zwyczajna, podbiał pospolity, łoboda błyszcząca, łoboda oszczepowata, łoboda rozłożysta, sałata kompasowa, nostrzyk biały, nostrzyk żółty, starzec zwyczajny, skrętek wilgociomierczy, prątnik srebrzysty. 
Najczęściej występujące rośliny na stanowiskach rekultywowanych to: komosa biała, pokrzywa zwyczajna, szczaw kędzierzawy, szczaw polny, mniszek pospolity, kupkówka pospolita, perz właściwy, maruna nadmorska, krótkosz rowowy, brodek ucięty, zęboróg purpurowy. 
Na stanowiskach rekultywowanych i nierekultywowanych rosną mniej więcej jednakowo często: mietlica rozłogowa, krwawnik pospolity, bylica pospolita, przymiotno kanadyjskie, ostrożeń polny, babka lancetowata, trzcinnik piaskowy.